# İstanbul Futbol Ligi 1940/41
Die İstanbul Futbol Ligi 1940/41 war die 27. ausgetragene Saison der İstanbul Futbol Ligi. Meister wurde zum fünften Mal Beşiktaş Istanbul. Hilal SK zog sich aus dem Wettbewerb zurück und Beyoğluspor übernahm deren Platz.

## Abschlusstabelle
Punktesystem
Sieg: 3 Punkte, Unentschieden: 2 Punkte, Niederlage: ein Punkt
| Pl. | Verein               | Sp. | S  | U | N  | Tore    | Diff. | Punkte |
| --- | -------------------- | --- | -- | - | -- | ------- | ----- | ------ |
| 1.  | Beşiktaş Istanbul    | 18  | 18 | 0 | 0  | 084:140 | +70   | 57     |
| 2.  | Fenerbahçe Istanbul  | 18  | 14 | 1 | 3  | 063:150 | +48   | 47     |
| 3.  | Galatasaray Istanbul | 18  | 10 | 4 | 4  | 059:230 | +36   | 42     |
| 4.  | İstanbulspor         | 18  | 8  | 4 | 6  | 043:470 | −4    | 38     |
| 5.  | Vefa Istanbul        | 18  | 7  | 4 | 7  | 042:400 | +2    | 36     |
| 6.  | Beyoğluspor          | 18  | 6  | 3 | 9  | 037:440 | −7    | 33     |
| 7.  | Kasımpaşa Istanbul   | 18  | 5  | 1 | 12 | 026:440 | −18   | 29     |
| 8.  | Beykozspor           | 18  | 5  | 1 | 12 | 027:440 | −17   | 29     |
| 9.  | Süleymaniye          | 18  | 4  | 2 | 12 | 020:620 | −42   | 28     |
| 10. | Topkapı SK           | 18  | 1  | 4 | 13 | 018:860 | −68   | 24     |

## Kreuztabelle
Die Kreuztabelle stellt die Ergebnisse aller Spiele dieser Saison dar. Die Heimmannschaft ist in der linken Spalte, die Gastmannschaft in der oberen Zeile aufgelistet.
| 1940/41              | Beşiktaş Istanbul | Fenerbahçe Istanbul | Galatasaray Istanbul | İstanbulspor | Vefa Istanbul | Beyoğluspor | Kasımpaşa Istanbul | Beykozspor | SUM | TOP  |
| -------------------- | ----------------- | ------------------- | -------------------- | ------------ | ------------- | ----------- | ------------------ | ---------- | --- | ---- |
| Beşiktaş Istanbul    |                   | 2:1                 | 5:0                  | 3:1          | 8:1           | 5:1         | 4:1                | 5:0        | 6:0 | 10:1 |
| Fenerbahçe Istanbul  | 0:1               |                     | 1:1                  | 5:0          | 3:0           | 5:2         | 4:1                | 2:0        | 6:0 | 10:0 |
| Galatasaray Istanbul | 1:3               | 0:2                 |                      | 9:0          | 1:1           | 2:0         | 4:1                | 6:1        | 7:1 | 8:0  |
| İstanbulspor         | 3:4               | 1:4                 | 3:0                  |              | 2:1           | 3:2         | 3:3                | 5:4        | 5:2 | 5:1  |
| Vefa Istanbul        | 2:6               | 3:4                 | 1:1                  | 3:0          |               | 1:0         | 3:2                | 5:1        | 2:0 | 9:3  |
| Beyoğluspor          | 2:4               | 1:3                 | 1:1                  | 3:3          | 1:4           |             | 5:1                | 2:1        | 2:1 | 5:0  |
| Kasımpaşa Istanbul   | 0:3               | 0:4                 | 0:5                  | 0:1          | 2:1           | 2:3         |                    | 3:0        | 3:0 | 3:0  |
| Beykozspor           | 0:3               | 2:1                 | 1:1                  | 1:1          | 3:2           | 0:1         | 2:0                |            | 1:0 | 9:0  |
| Süleymaniye          | 0:6               | 0:5                 | 1:7                  | 0:5          | 2:2           | 4:2         | 2:1                | 3:0        |     | 2:2  |
| Topkapı SK           | 0:6               | 1:3                 | 1:3                  | 2:2          | 1:1           | 4:4         | 0:3                | 2:1        | 0:2 |      |

## Torschützenliste
Bei gleicher Anzahl von Treffern sind die Spieler alphabetisch nach Nachnamen bzw. Künstlernamen sortiert.
| Rang | Name             | Mannschaft           | Tore |
| ---- | ---------------- | -------------------- | ---- |
| 1.   | Hakkı Yeten      | Beşiktaş Istanbul    | 18   |
| 2.   | Şeref Görkey     | Beşiktaş Istanbul    | 15   |
| 3.   | Selahattin Almay | Galatasaray Istanbul | 13   |
| 4.   | Eşfak Aykaç      | Galatasaray Istanbul | 11   |
| 5.   | Naci Bastoncu    | Fenerbahçe Istanbul  | 10   |
| 5.   | Fikret Kırcan    | Fenerbahçe Istanbul  | 10   |
| 5.   | Niyazi Öztunç    | Fenerbahçe Istanbul  | 10   |
| 8.   | İbrahim Tusder   | Beşiktaş Istanbul    | 9    |
| 9.   | İlyas            | Altay Izmir          | 8    |
| 9.   | Salim Şatıroğlu  | Galatasaray Istanbul | 8    |

## Die Meistermannschaft von Beşiktaş Istanbul
| 1. | Beşiktaş Istanbul |

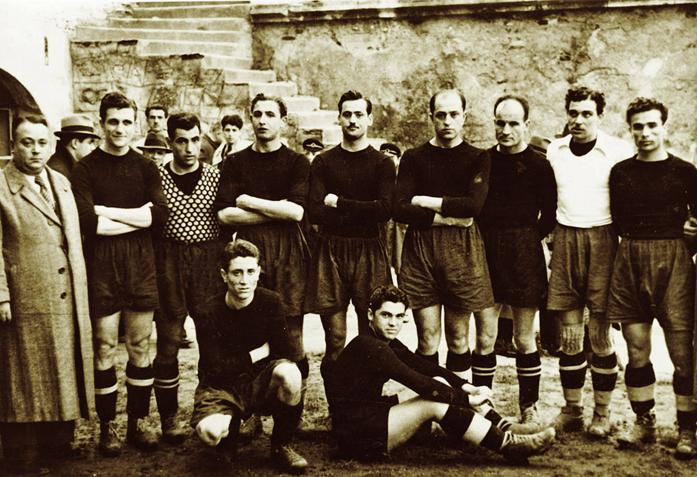
Die Meistermannschaft von Beşiktaş Istanbul 1940/41

|    | - Tor: Mehmet Ali Tanman (16/–); Şevket Belgin (2/–) - Abwehr: Hüsnü Savman (1/–); Feyzi Uman (6/–); Yavuz Üreten (18/5); Enver Demir (4/–); Orhan Çavuldur (2/2); Yani Sasapulos (–/–) - Mittelfeld: Fuat Kırışan (1/–); İbrahim Tusder (12/4); Rıfat Atakanı (18/1); Ahmet Salih Yazıcı (–/–); Halil Köksalan (17/2); Memduh Ün (6/3); - Angriff: Şeref Görkey (15/22); Hakkı Yeten (18/18); Eşref Bilgiç (5/–); Hayati Ozgan (1/–); Hüseyin Saygun (15/–); Sabri Gençsoy (12/5); Şükrü Gülesin (14/6); Şakir Uluatlı (12/10); Tarık Bilgin (2/–) - Trainer: Refik Osman Top |